# Telipna subhyalina
Telipna subhyalina är en fjärilsart som beskrevs av James John Joicey och Talbot 1921. Telipna subhyalina ingår i släktet Telipna och familjen juvelvingar. Inga underarter finns listade i Catalogue of Life.

## Bildgalleri

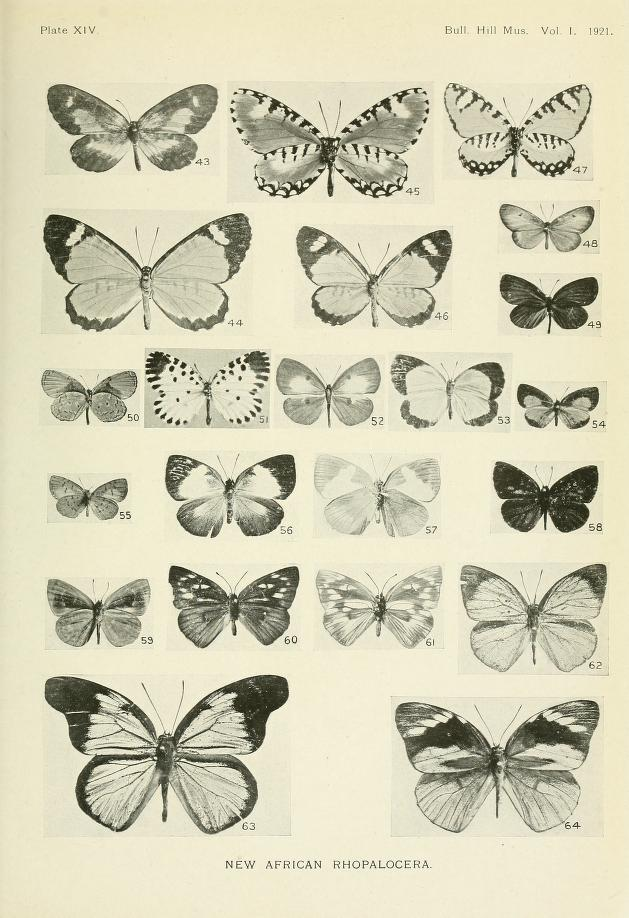